# Астафор
Астафор (фр. Astaffort) насеље је и општина у југозападној Француској у региону Аквитанија, у департману Лот и Гарона која припада префектури Ажан.
По подацима из 2011. године у општини је живело 2.058 становника, а густина насељености је износила 58,52 становника/km². Општина се простире на површини од 35,17 km². Налази се на средњој надморској висини од 59 метара (максималној 215 m, а минималној 52 m).

## Демографија
| 1962. | 1968. | 1975. | 1982. | 1990. | 1999. | 2011. |
| ----- | ----- | ----- | ----- | ----- | ----- | ----- |
| 1.688 | 1.740 | 1.802 | 1.835 | 1.828 | 1.880 | 2.058 |

График промене броја становника у току последњих година